# Pristimantis reclusas
Pristimantis reclusas là một loài động vật lưỡng cư trong họ Strabomantidae, thuộc bộ Anura. Loài này được Lynch mô tả khoa học đầu tiên năm 2003. Nó được tìm thấy ở Colombia và có thể cả Venezuela. Loài này đang bị đe dọa do mất môi trường sống.